# Список самолётов Второй мировой войны
Список самолётов Второй мировой войны по странам-производителям.
Внимание: в национальных разделах списка, за вычетом особых случаев, перечислены образцы конструкций авиатехники преимущественно того же государства.
Подобная форма записи применена по причине ненужности многократного повторения ссылок на одни и те же модели переданных союзниками и/или трофейных маши (к примеру, немецкий Bf.109 в годы войны числился на вооружении минимум 10 стран, а у британского «Харрикейна» это число вдвое выше). Таковая авиатехника перечислена в приведенных здесь же тематических шаблонах, что является их целевым использованием.
Кроме того, у некоторых государств из "переданных союзниками и/или трофейных машин" могли чуть ли не полностью состоять национальные ВВС; также иностранные образцы часто выпускались по лицензии.

## Болгария
- ДАР-10

## Венгрия
- Weiss WM-21 Sólyom
- Levente II

## Великобритания
- Хоукер Тайфун
- Альбакор
- Альбемарль
- Барракуда
- Бленхейм
- Бофайтер
- Бофорт
- Бридженд
- Букингем
- Бэттл
- Валрус
- Веллингтон
- Виндзор
- Галифакс
- Гладиатор
- Ланкастер
- Линкольн
- Манчестер
- Метеор
- Москито
- Остер
- Рок
- Сифайр
- Скюа
- Спитфайр
- Стирлинг
- Суордфиш
- Тайфун
- Темпест
- Торнадо
- Уитли
- Файрфлай
- Фулмар
- Харрикейн
- Хемпден

## Германия
- Арадо Ar 95
- Арадо Ar 196
- Арадо Ar 231
- Арадо Ar 232
- Арадо Ar 234 Блитц
- Бломм+Фосс Bv.141
- Гота Go 244
- Дорнье Do.17
- Дорнье Do.217
- Мессершмитт Bf.108
- Мессершмитт Bf.109
- Мессершмитт Bf.110
- Мессершмитт Me.163
- Мессершмитт Me.210
- Мессершмитт Me.262
- Мессершмитт Me.323
- Мессершмитт Me.410
- Фокке-Вульф Fw.189
- Фокке-Вульф Fw.190
- Focke-Wulf Ta 152
- Focke-Wulf Fw 200 Condor
- Хейнкель He-111
- Хейнкель He-162
- Хейнкель He-177
- Хейнкель He-219
- Хеншель Hs.129
- Физелер Fi-156 Шторх
- Юнкерс Ju-52
- Юнкерс Ju-87
- Юнкерс Ju-88
- Юнкерс Ju-290

## Италия
- Breda Ba.65
- Breda Ba.82
- Breda Ba.88 Lince
- Caproni Ca.132
- Caproni Ca.135
- Caproni Ca.148
- Caproni Ca.311
- Fiat BR.20 Cicogna
- Fiat CR.32
- Fiat CR.42
- Fiat G.50
- Fiat G.55
- Fiat RS.14
- Macchi C.200
- Macchi C.202
- Macchi C.205
- Piaggio P.16
- Piaggio P.50
- Piaggio P.108A
- Piaggio P.108B
- Piaggio P.111
- Reggiane Re.2005
- Savoia Marchetti S.M.79 Sparviero

## Литва
- ANBO-I
- ANBO-II
- ANBO-III
- ANBO-IV
- ANBO-41
- ANBO-V
- ANBO-51
- ANBO-VI
- ANBO-VII
- ANBO-VIII

## Нидерланды
- Fokker C.V
- Fokker C.X
- Fokker D.XXI
- Fokker G.1
- Fokker T.V

## Польша
- LWS LWS.6 Zubr
- PZL P.7
- PZL P.11
- PZL.23 Karaś
- PZL.30 Zubr
- PZL.37 Łoś
- PZL.46 Sum

## Румыния
- I.A.R.80
- I.A.R.81[1]

## СССР
- Ар-2
- БИ-1
- ДБ-А
- ДБ-3
- ДИ-6
- Ер-2
- И-5
- И-7
- И-14
- И-15
- И-16
- И-15 бис
- И-153 Чайка
- И-180
- И-185
- ИП-1
- КОР-1
- КОР-2
- Ил-2
- Ил-4
- Ил-10
- Ла-5
- Ла-7
- ЛаГГ-3
- Ли-2
- МиГ-1
- МиГ-3
- МБР-2
- МТБ-2
- Пе-2
- Пе-3
- Пе-8/ТБ-7
- По-2
- Р-Z
- Р-5
- Р-6
- Р-10
- СБ
- Су-1
- Су-2
- Су-3
- Су-4
- Су-5
- Су-6
- ТБ-1
- ТБ-3
- Ту-2
- У-2/По-2
- УТ-1
- УТ-2
- УТИ-26
- Ш-2
- Че-2
- Ще-2
- Як-1
- Як-2
- Як-3
- Як-4
- Як-6
- Як-7
- Як-7УТИ
- Як-9

## США
{{columns-list|3|style=width:50em|
- A-20 Бостон
- A-26 Инвэйдер
- B-17 Летающая крепость
- B-24 Либерэйтор/Приватир
- B-25 Митчелл
- B-26 Мародэр
- B-29 Суперфортресс
- B-32 Доминэйтор
- C-47 Дакота
- C-54 Скаймастер
- F2А Буффало
- F4U Корсар
- F4F/FM-2 Уайлдкэт
- F6F Хеллкэт
- F7F Тайгеркэт
- PBM Маринер
- PBY Каталина
- P-36 Хоук
- P-38 Лайтнинг
- P-39 Аэрокобра
- P-40 Томахок/Уорхок
- P-47 Тандерболт
- P-51 Мустанг
- P-61 Блэк Уидоу
- P-63 Кингкобра
- SBD Даунтлесс
- SB2C Helldiver
- TBF/TBM Эвенджер
- P-51 Мустанг
- P-38 Лайтнинг

## Финляндия
- VL Myrsky
- Bristol Blenheim
- Hawker Hurricane
- Morane-Saulnier MS.406
- Caudron C.714
- Fiat G.50 Freccia
- Brewster F2A Buffalo

## Франция
- Девуатин D.520
- Моран M.S.406
- Моран M.S.410
- Bloch M.B.161

## Швеция
- Saab 17
- Saab 21

## Югославия
- Икарус ИК-2
- Рогожарски ИК-3
- Икарус Оркан

## Япония
- Ki-9
- Ki-10
- Ki-15 Кариганэ
- Ki-17
- Ki-21
- Ki-27
- Ki-30 Нагоя
- Ki-32
- Ki-34
- Ki-36
- Ki-43 Хаябуса
- Ki-44 Сёки
- Ki-45 Торю
- Ki-46
- Ki-48 Сокэй
- Ki-49 Донрю
- Ki-51
- Ki-54
- Ki-55
- Ki-56
- Ki-57
- Ki-59
- Ki-61 Хиэн
- Ki-64
- Ki-67 Хирю
- Ki-70
- Ki-71
- Ki-73
- Ki-74
- Ki-76
- Ki-77
- Ki-79
- Ki-83
- Ki-84 Хаятэ
- Ki-86
- Ki-87
- Ki-94
- Ki-96
- Ki-98
- Ki-100
- Ki-102
- Ki-105 Отори
- Ki-108
- Ki-109
- Ki-115 Цуруги
- Ki-167
- Ki-202 Сюсуй-Кай
- A5M
- А6М Зеро
- A7M Рэппу
- B4Y
- B5N
- B6N Тэндзан
- B7A Рюсэй
- C6N Сайун
- D3A
- D4Y Суйсэй
- E7K
- E8N
- E11A
- E13A
- E14Y
- E15K Сиун
- E16A Дзуйун
- F1M
- G3M
- G4M
- G5N Синдзан
- G8N Рэндзан
- G10N Фугаку
- H5Y
- H6K
- H8K
- H9A
- J1N Гэкко
- J2M Райдэн
- J4M Сэндэн
- J5M Тэнрай
- J7W Синдэн
- J8M Сюсуй
- J9Y Кикка
- K5Y
- K7M
- K10W
- K11W Сирагику
- M6A Сэйран
- N1K Кёфу
- N1K-J Сидэн
- P1Y Гинга
- Q1W Токай
- Q2M Тайё
- Q3W Нанкай
- R2Y Кэйун
- S1A Дэнко